# Денгизек
Денгизек (перс. دنگيزك‎) — село на севере Ирана, в остане Альборз. Входит в состав шахрестана Назарабад. Является частью дехестана (сельского округа) Танкеман бахша Танкеман.

## География
Село находится в западной части Альборза, к югу от гор Эльбурс, на расстоянии приблизительно 24 километров к западу-северо-западу (WNW) от Кереджа, административного центра провинции. Абсолютная высота — 1209 метров над уровнем моря.

## Население
По данным переписи 2006 года население села составляло 1572 человека (780 мужчин и 792 женщины). В Денгизеке насчитывалось 401 домохозяйство. Уровень грамотности населения составлял 75,13 %. Уровень грамотности среди мужчин составлял 77,82 %, среди женщин — 72,47 %.